# مناهضة الفن
مناهضة الفن هو مصطلح يستخدم بشكل فضفاض ويطبق على مجموعة من المفاهيم والمواقف التي ترفض التعريفات السابقة للفن وتشكك في الفن بشكل عام. ومن المفارقة إلى حد ما، أن مناهضة الفن تميل إلى إجراء هذا التساؤل والرفض من وجهة نظر الفن. يرتبط هذا المصطلح بالحركة الدادية ويُعتبر مقبولًا عمومًا على أنه يُنسب إلى مارسيل دوشامب قبل الحرب العالمية الأولى حوالي عام 1914، عندما بدأ في استخدام الأشياء التي عثر عليها كفن. تم استخدامه لوصف الأشكال الثورية للفن. تم استخدام هذا المصطلح لاحقًا من قبل الفنانين التصويريين في الستينيات لوصف عمل أولئك الذين ادعوا أنهم تقاعدوا تمامًا من ممارسة الفن، ومن إنتاج الأعمال التي يمكن بيعها.